# Junk (album de M83)
Albums de M83
Hurry Up, We're Dreaming
(2011) DSVII
(2019)
Singles
1. Do It, Try It
Sortie : 1er mars 2016
2. Solitude
Sortie : 18 mars 2016
3. Go!
Sortie : 5 avril 2016

Junk est le septième album studio de groupe de musique électronique français M83. Il est sorti le 8 avril 2016.
Le style de l’album s'avère assez différent de celui des précédents. Il rompt en effet quasi totalement avec le passé shoegazing et dream pop du groupe, se concentrant largement sur la synthpop et l'indie pop, lesquelles se faisait déjà une place sur Saturdays = Youth et Hurry Up, We're Dreaming.

## Critiques
L’album reçoit généralement des critiques positives.

## Liste des pistes
| 1.    | Do It, Try It                                                    | 3:37 |
| 2.    | Go! (featuring Mai Lan)                                          | 3:55 |
| 3.    | Walkway Blues (featuring Jordan Lawlor)                          | 4:49 |
| 4.    | Bibi the Dog (featuring Mai Lan)                                 | 3:54 |
| 5.    | Moon Crystal                                                     | 2:26 |
| 6.    | For the Kids (featuring Susanne Sundfør et Zelly Meldal-Johnsen) | 4:41 |
| 7.    | Solitude                                                         | 6:03 |
| 8.    | The Wizard                                                       | 2:25 |
| 9.    | Laser Gun (featuring Mai Lan)                                    | 4:16 |
| 10.   | Road Blaster                                                     | 4:21 |
| 11.   | Tension                                                          | 2:05 |
| 12.   | Atlantique Sud (featuring Mai Lan)                               | 3:24 |
| 13.   | Time Wind (featuring Beck)                                       | 4:09 |
| 14.   | Ludivine                                                         | 1:35 |
| 15.   | Sunday Night 1987                                                | 4:00 |
| 55:40 |                                                                  |      |